# Dahlonega
Dahlonega ist eine Stadt und zudem der County Seat des Lumpkin County im US-Bundesstaat Georgia mit 7537 Einwohnern (Stand: 2020).

## Geographie
Dahlonega liegt rund 90 km nördlich von Atlanta in den südlichen Ausläufern der Blue Ridge Mountains am Ufer des Chestatee River.

## Geschichte
Der Name der Stadt geht auf das Wort 'talonega' zurück, was Gold in der Sprache der Cherokee-Indianer bedeutet. Um 1828 wurde südlich von Dahlonega erstmals Gold entdeckt, was zur Begründung eines Goldbergwerks führte, der Calhoun Mine, und den ersten Goldrausch in Georgia auslöste. Die Stadt kam dabei zu ansehnlichen Wohlstand, der in dem goldenen Dach der Dahlonega Münzanstalt, die heute Teil des North Georgia College ist, zum Ausdruck kommt. Dahlonega war von 1838 bis 1861 Prägeort für Goldmünzen und beherbergt heute ein Goldmuseum. In Dahlonega geprägte Goldmünzen sind an dem eingeprägten „D“ erkennbar. Gold aus Dahlonega, aus der Crisson Gold Mine, findet sich auch auf dem Dach des Georgia State Capitol in Atlanta.

## Demographische Daten
Laut der Volkszählung von 2010 verteilten sich die damaligen 5242 Einwohner auf 1567 bewohnte Haushalte, was einen Schnitt von 2,27 Personen pro Haushalt ergibt. Insgesamt bestehen 1915 Haushalte. 
52,6 % der Haushalte waren Familienhaushalte (bestehend aus verheirateten Paaren mit oder ohne Nachkommen bzw. einem Elternteil mit Nachkomme) mit einer durchschnittlichen Größe von 2,82 Personen. In 20,0 % aller Haushalte lebten Kinder unter 18 Jahren sowie in 28,1 % aller Haushalte Personen mit mindestens 65 Jahren.
29,8 % der Bevölkerung waren jünger als 20 Jahre, 38,6 % waren 20 bis 39 Jahre alt, 14,6 % waren 40 bis 59 Jahre alt und 17,2 % waren mindestens 60 Jahre alt. Das mittlere Alter betrug 23 Jahre. 49,2 % der Bevölkerung waren männlich und 50,8 % weiblich.
91,3 % der Bevölkerung bezeichneten sich als Weiße, 3,1 % als Afroamerikaner, 0,4 % als Indianer und 1,2 % als Asian Americans. 2,2 % gaben die Angehörigkeit zu einer anderen Ethnie und 1,9 % zu mehreren Ethnien an. 6,0 % der Bevölkerung bestand aus Hispanics oder Latinos.
Das durchschnittliche Jahreseinkommen pro Haushalt lag bei 33.007 USD, dabei lebten 30,6 % der Bevölkerung unter der Armutsgrenze.

## Sehenswürdigkeiten

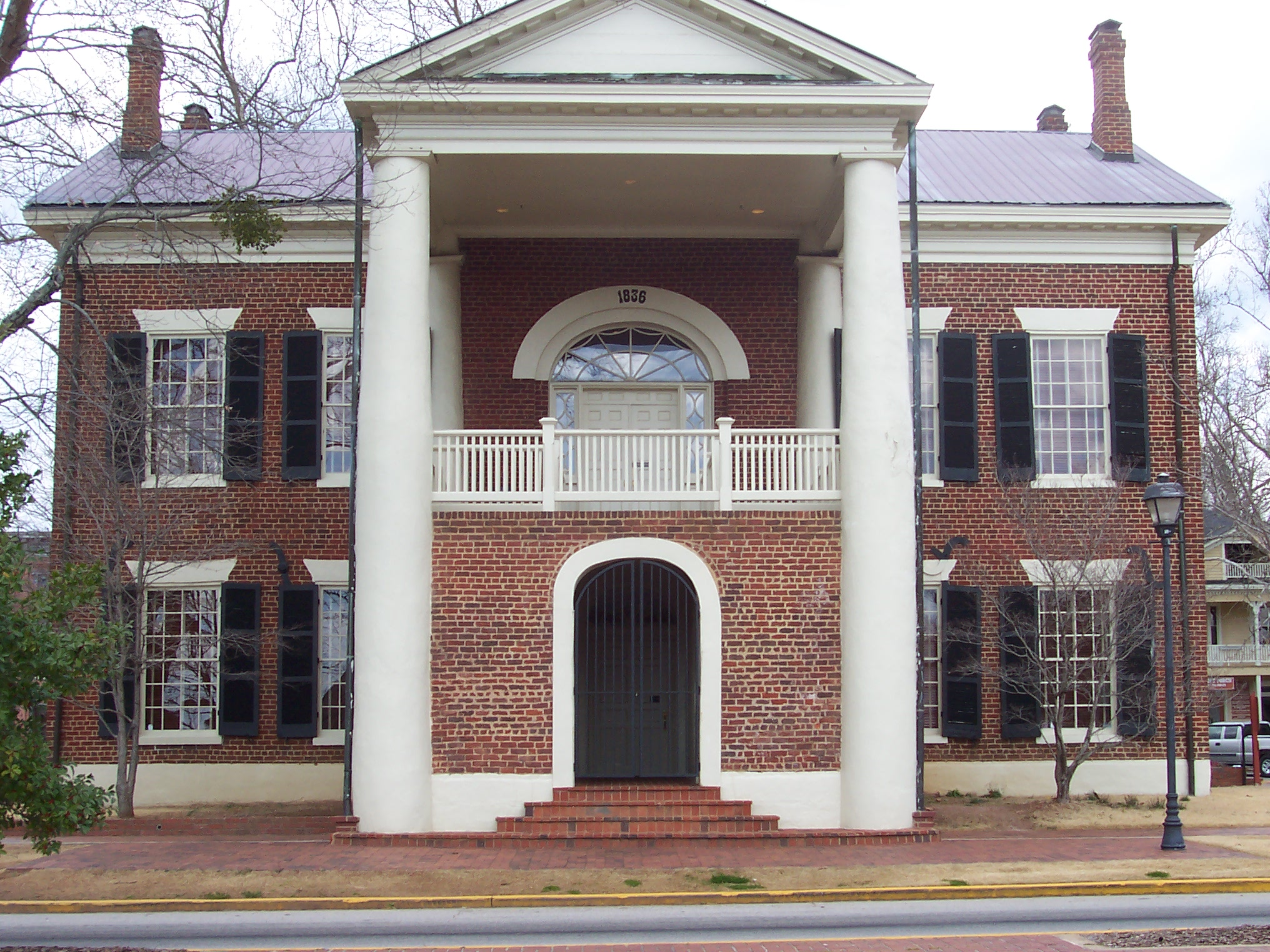
Dahlonega Gold Museum

Folgende Objekte wurden in das National Register of Historic Places eingetragen:
| - Calhoun Mine - Dahlonega Commercial Historic District - Dahlonega Consolidated Gold Mine - Dahlonega Courthouse Gold Museum - Daniel M. Davis House - Fields Place-Vickery House | - Hawkins Street Historic District - Holly Theatre - Lumpkin County Jail - Price Memorial Hall - Seven Oaks |

## Verkehr
Dahlonega wird vom U.S. Highway 19 sowie von den Georgia State Routes 9 und 52 durchquert. Der nächste Flughafen ist der Flughafen Atlanta (rund 110 km südwestlich).

## Bildung
Dahlonega ist der Sitz der University of North Georgia.

## Söhne und Töchter der Stadt
- William P. Price (1835–1908), Politiker